# Ноддер, Фредерик Полидор

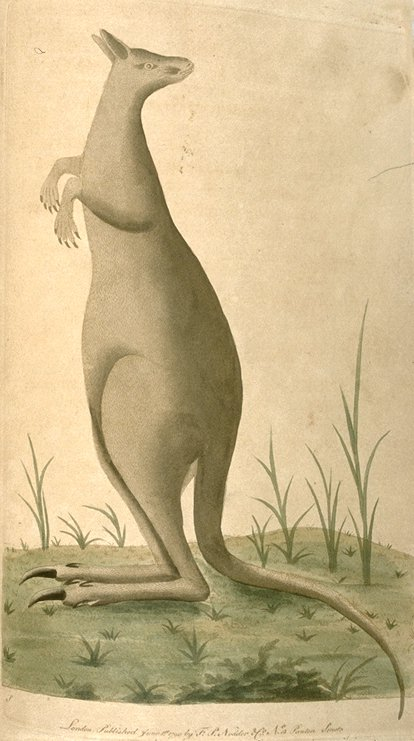
Иллюстрация из «The Naturalist's Miscellany»

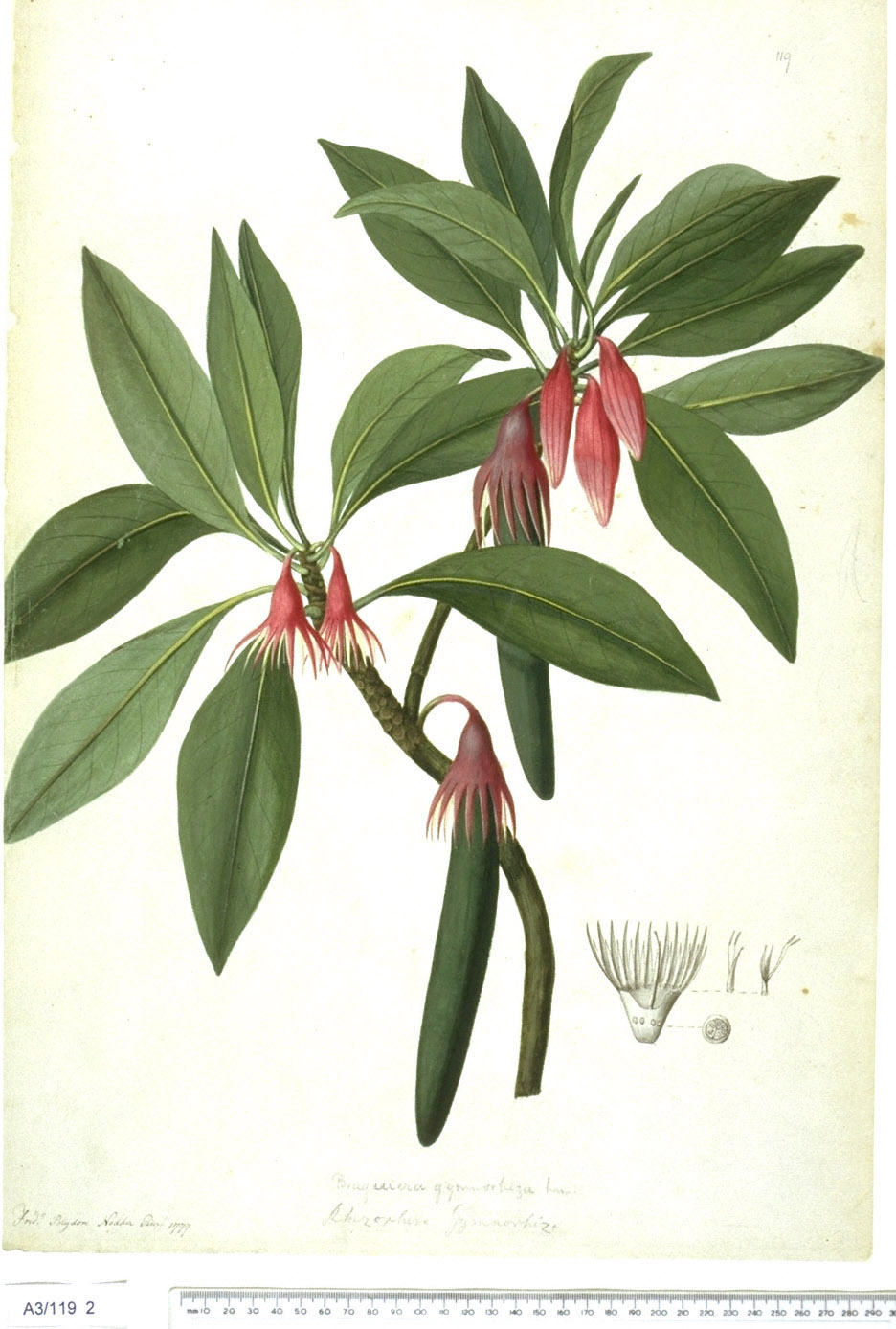
Bruguiera gymnorrhiza

Фредерик Полидор Ноддер (Frederick Polydore Nodder; годы расцвета 1770—1800) — английский художник, иллюстрировавший растительный и животный мир Австралии.
Он иллюстрировал периодику Джорджа Шоу «The Naturalist's Miscellany» и переработал с Джозефом Банксом «Banks' Florilegium», использовав для этого большинство рисунков австралийских растений Сиднея Паркинсона, адаптировав их под графику. Известны также его рисунки и графика австралийских птиц и бабочек для естественнонаучного отделения Ирландского национального музея.